# كاثرين ميرفي
كاثرين ميرفي (بالأيرلندية: Catherine Murphy) (و. 1953  م) هي سياسية أيرلندية.

## مناصب
تولت منصب نائب دييل (منذ 10 مارس 2016)
- نائب دييل (15 يوليو 2015–3 فبراير 2016)[4]
- نائب دييل (9 مارس 2011–15 يوليو 2015)
- نائب دييل (11 مارس 2005–26 أبريل 2007).[4]